# Indiennemanufaktur Biel

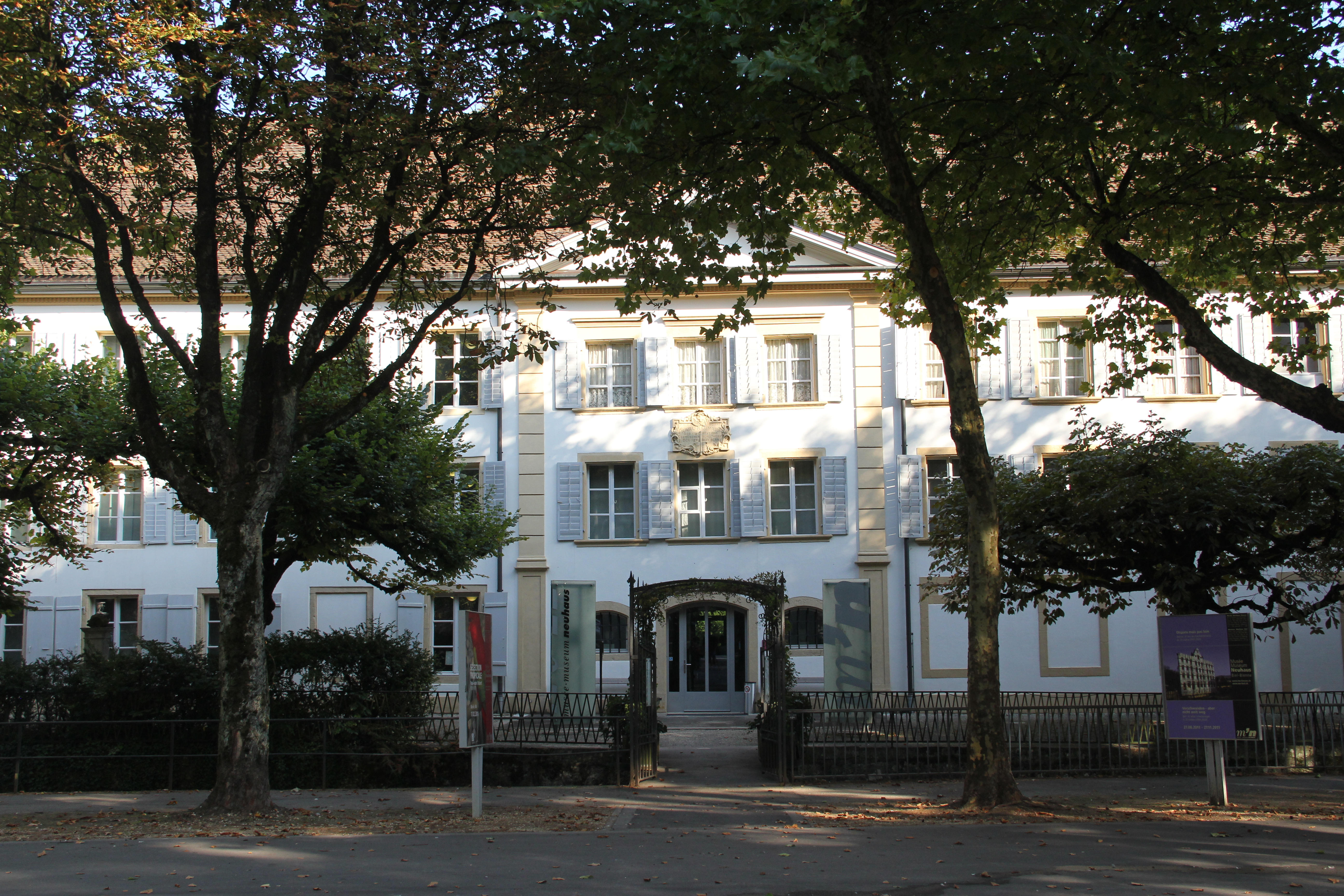
«Haus Neuhaus» (NMB Neues Museum Biel), ehemaliges Hauptgebäude der Manufaktur

Die Indiennemanufaktur war eine Manufaktur für Indienne, ein mit indisch-exotischen Motiven handbemaltes, später industriell bedrucktes Kattungewebe. Sie bestand als bedeutendes Unternehmen von 1747 bis 1842 in der Schweizer Stadt Biel.

## Geschichte
Im Jahr 1747 errichteten die Bieler Bürger Benedikt Rother (1697–1761) und Alexander Jakob Wildermeth (1715–1786) eine Indiennemanufaktur. Standort war der «Pasquard» zwischen der Stadt Biel und dem Bielersee. Trotz der Auswechslung mehrerer Direktoren blieb der Geschäftserfolg des Unternehmens aus. François Verdan, Indiennefabrikant in Greng und Saint-Blaise, übernahm 1784 die Bieler Manufaktur. Mit seinem Sohn Henri Verdan (1770–1832) und seinen Schwiegersöhnen Johann Rudolf Neuhaus (1767–1846) und Johann Peter (Jean-Pierre) (1772–1839) erweiterte er das Unternehmen. Besonders Johann Rudolf Neuhaus brachte sie vom bevorstehenden Konkurs zur Blüte.
Die Besitzer von «Verdan & Cie.» gehörten nach der Französischen Revolution 1789 zu den reichsten Industriellen im seinerzeitigen Département Haut-Rhin. Das Unternehmen umfasste 1808 zwei Indiennemanufakturen in Biel und in Delsberg, drei Webereien und zwei Spinnereien. In diesem Jahr wurden 8700 Stoffballen von 16 Metern Länge produziert. Mit den zugehörigen Webereien und Spinnereien in Biel beschäftigte die Indiennemanufaktur 1200 Personen, nahezu die Hälfte der Bieler Bevölkerung. Der Erfolg hielt mit der Mechanisierung an.
Mit dem Ende der französischen Herrschaft verlor die Manufaktur 1814 die privilegierte Position im französischen Markt. Im Schweizer Markt bestand eine grosse Konkurrenz der englischen Indiennemanufakturen. Die Bieler Manufaktur erfuhr einen stetigen Niedergang. Neuhaus trat 1823 aus, um die Spinnerei Neuhaus, Boch & Cie. zu gründen. Verdan & Cie. wurde 1842 endgültig geschlossen.
Die jüdische Gemeinde Biel unterhielt von 1858 bis 1883 ihren Betsaal in einem Raum der ehemaligen Manufaktur. Im September 1883 zog sie in die gegenüber errichtete Bieler Synagoge um.
Im Hauptgebäude der Manufaktur wurden 1983 das «Musée Robert» und 1985 das «Museum Neuhaus» eingerichtet; um weitere Gebäude der Indiennemanufaktur erweitert, besteht es seit 2012 als «NMB Neues Museum Biel».

## Erhaltene Gebäude der Indiennemanufaktur
- Das «Haus Neuhaus» (Schüsspromenade 26–28) steht als «Kulturgut von regionaler Bedeutung» (B-Objekt) unter Denkmalschutz.[3]

Als «schützenswert» bzw. «Kulturgut von regionaler Bedeutung» (C-Objekt) verzeichnet das Bauinventar des Kantons Bern: 
- Ehemaliges Mechanikgebäude, 1766 erbaut (Schüsspromenade 18)[4]
- Ehemaliges Kesselhaus, 1798 erbaut (Schüsspromenade 24)[5]
- Ehemaliges Tröckengebäude, bis 1786 errichtet (Seevorstadt 54–56)[6][7]
- Ehemalige Farbküche, 1799 erbaut (Karl-Neuhaus-Strasse 3)[8]